# Distretto di Catac
Il distretto di Catac è un distretto del Perù nella provincia di Recuay (regione di Ancash) con 4.036 abitanti al censimento 2007 dei quali 2.405 urbani e 1.631 rurali.
È stato istituito l'8 gennaio 1965.